# 崔維斯·傑克森
崔維斯·卡爾文·傑克森（英語：Travis Calvin Jackson，1903年11月2日—1987年7月27日），為美國職棒大聯盟的選手。大聯盟生涯15年皆效力於紐約巨人隊。他在1933年世界大賽拿下冠軍，並在1934年入選明星賽。1960年球季，傑克森曾一度在小聯盟執教。
傑克森在14歲時，參與一場小聯盟比賽被前大聯盟選手Kid Elberfeld相中，並被推薦給當時執教紐約巨人的約翰·麥格勞。他優異的守備能力使他獲得了「石牆」這個綽號。他在1982年入選名人堂。

## 早年
傑克森是家中獨子，他父親為了紀念死於阿拉摩之戰的中校威廉·崔維斯，因而將他取名崔維斯。他父親在傑克森三歲時就開始帶他打球，也奠定他的棒球基礎。
傑克森的叔叔在他14歲時帶他加入小岩城旅行者，一支南方協會的小聯盟球隊。他叔叔也向Kid Elberfeld推薦他的姪子，而Elberfeld經過觀察後，就和傑克森表示若自己準備好進入大聯盟，就可以跟他簽約。
傑克森之後加入了沃希托浸會大學。在大學時期他膝蓋受過傷，而這個傷也在他日後大聯盟生涯裡再度復發。

## 職業生涯

### 小聯盟及紐約巨人
Elberfeld在傑克森完成大學學業後就和他簽約。1921及1922年，他在小岩城打球。1922年，他單季就發生了72次失誤，他認為他的單季失誤次數已是金氏紀錄。
儘管如此，Elberfeld還是向麥格勞推薦傑克森。6月30日，麥格勞向傑克森簽約，也結束了1922年在小岩城的生涯。
1922年9月22日，傑克森在巨人初登板，並出賽三場。由於先發游擊手Dave Bancroft和三壘手Heinie Groh都受傷，因此由傑克森做為替補。而總教練也相信他的實力，因此在1924年將Bancroft交易至勇士，讓傑克森做為先發游擊手。1924年，傑克森出賽151場，擊出11支全壘打，打擊率3成02。在1924年世界大賽時，傑克森在第七戰發生關鍵失誤，因而痛失冠軍獎盃。
傑克森被認為是1920年代最好的游擊手。1931年，他以.970的守備率傲視全聯盟。不過他的傷病史也相當豐富，1925年他膝傷復發，在1926年缺席不少場比賽。1927年又因盲腸炎動手術。1930年因耳下腺炎缺席數場比賽。1932年得到流行性感冒。接著在1932到1933年間，膝傷再度復發，使他又缺席一些比賽。1933年，儘管先發游擊手改為Blondy Ryan，傑克森還是在該年世界大賽回歸，並順利擊敗參議員，拿下冠軍。
傑克森在1934年再度成為先發游擊手。他跑回101分，並入選該年明星賽。生涯最後兩年改任三壘手，並擔任隊長一職。1936年，巨人拿下國聯冠軍，卻在該年世界大賽輸給洋基。1936年結束後，傑克森被下放小聯盟。
傑克森被認為是防守型游擊手的始祖之一。不過他有6個球季單季打擊率超過3成，其中1930年他打擊率3成39為生涯最高。在他的時期，巨人拿下四次國聯冠軍，並贏得一次世界大賽。傑克森生涯共擊出135支全壘打，2成91打擊率。

### 執教生涯
傑克森在1936年向澤西市巨人(紐約巨人2A)簽了三年約，傑克森擔任球員兼教練。他的膝傷依舊影響他的上場時間，而他持續擔任教練直到1938年。之後巨人讓傑克森以教練身分重回大聯盟，並擔任教練18個月。
接下來的五年，傑克森都在跟肺結核搏鬥。最後他在1946年執教波士頓勇士的小聯盟球隊。1947-1948年，傑克森再回到巨人當教練。1948年起，傑克森在多個小聯盟球隊執教直到1960年。

## 個人生活
傑克森和他妻子瑪麗生了兩個小孩，桃樂絲·芬雀和威廉·崔維斯，而他有6個孫子和4個曾孫。1987年，傑克森死於阿茲海默症。

## 外部連結
- 球員資訊和成績在MLB，ESPN，Baseball-Reference，Fangraphs，The Baseball Cube（英文）